# Beroroha (stad)
Beroroha is een stad in Madagaskar, gelegen in de regio Atsimo-Andrefana. De stad telt 20.460 inwoners (2005).

## Geschiedenis
Tot 1 oktober 2009 lag Beroroha in de provincie Toliara. Deze werd echter opgeheven en vervangen door de regio Atsimo-Andrefana. Tijdens deze wijziging werden alle autonome provincies opgeheven en vervangen door de in totaal 22 regio's van Madagaskar.

## Orkaan
Beroroha en omgeving werden in 2009 zwaar getroffen door orkaan Fanele, door deze storm kwamen een aantal mensen te overlijden en raakte veel mensen dakloos. NGO HoverAid heeft daardoor ontwikkelingsprogramma opgestart.

## Geografie
Beroroha ligt aan rivier de Mangoky, deze kan in de breedte variëren tussen vijf en vijfhonderd meter.